# یحیی حوثی

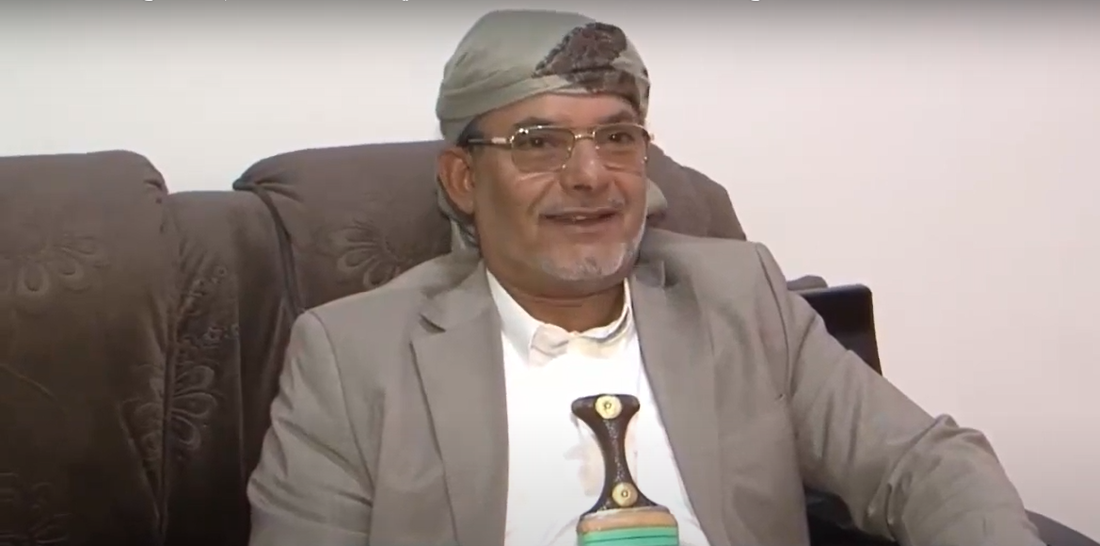
نگاره‌ای از یحیی بدرالدین الحوثی در ۲۰۲۲

یحیی بدرالدین الحوثی برادر بزرگ حسین حوثی و عبدالملک حوثی است که ریاست شاخه سیاسی جنبش حوثی‌ها را برعهده دارد. وی در دوره ۲۰۰۳–۲۰۰۹ عضو مجلس نمایندگان یمن بود.
طبق توافق موسوم به توافق فوریه، این دوره مجلس دو سال تمدید شد، و همچنین پس از برپایی انقلاب «الشباب» و امضای توافق همکاری، این دوره دو سال دیگر و تا ۲۰۱۳ تمدید یافت.
یحیی حوثی به دلیل درگیری جنبش حوثی‌ها با دولت یمن، چندین سال در آلمان پناهنده بود و در نهایت در ۲۵ ژوئیه ۲۰۱۳ به یمن بازگشت.